# ヒュンダイ・ユニバース
ヒョンデ・ユニバース （Hyundai UNIVERSE） は、ヒュンダイ・エアロの後継として韓国のヒョンデ自動車が製造する大型観光バスである。

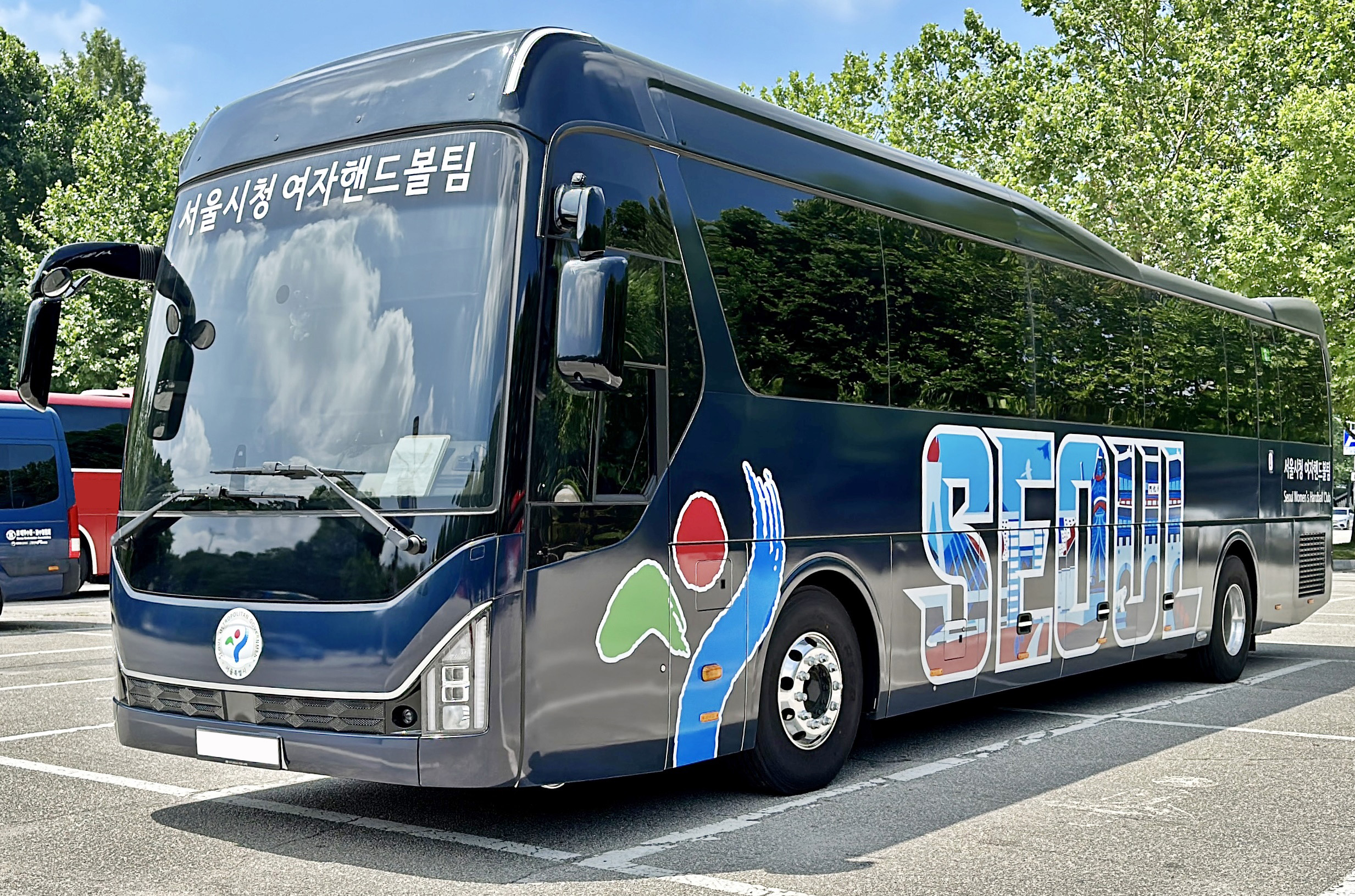
韓国仕様（フェイスリフト）

## 概要

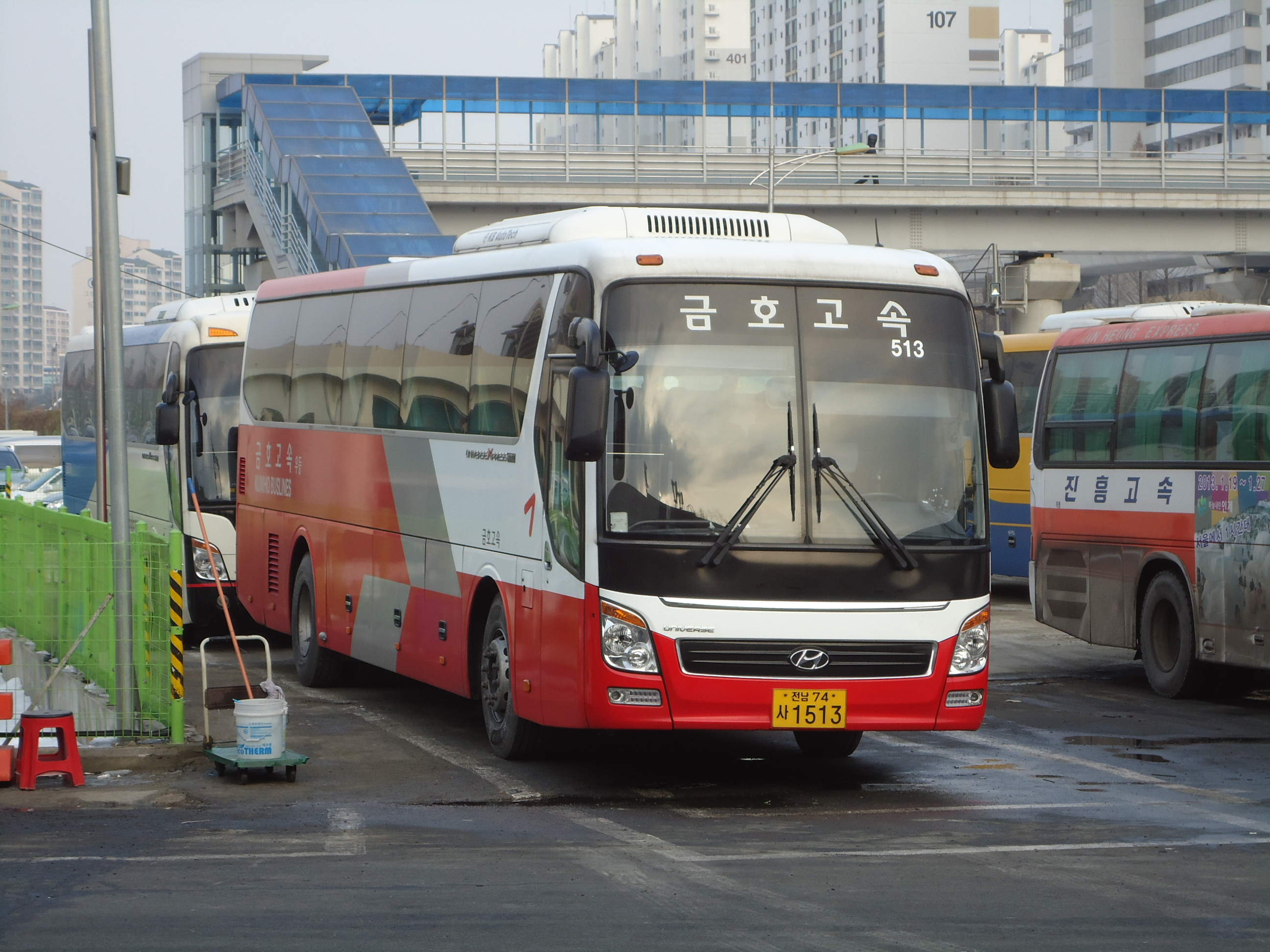
錦湖高速 ニュー プレミアム ユニバース ノーブル

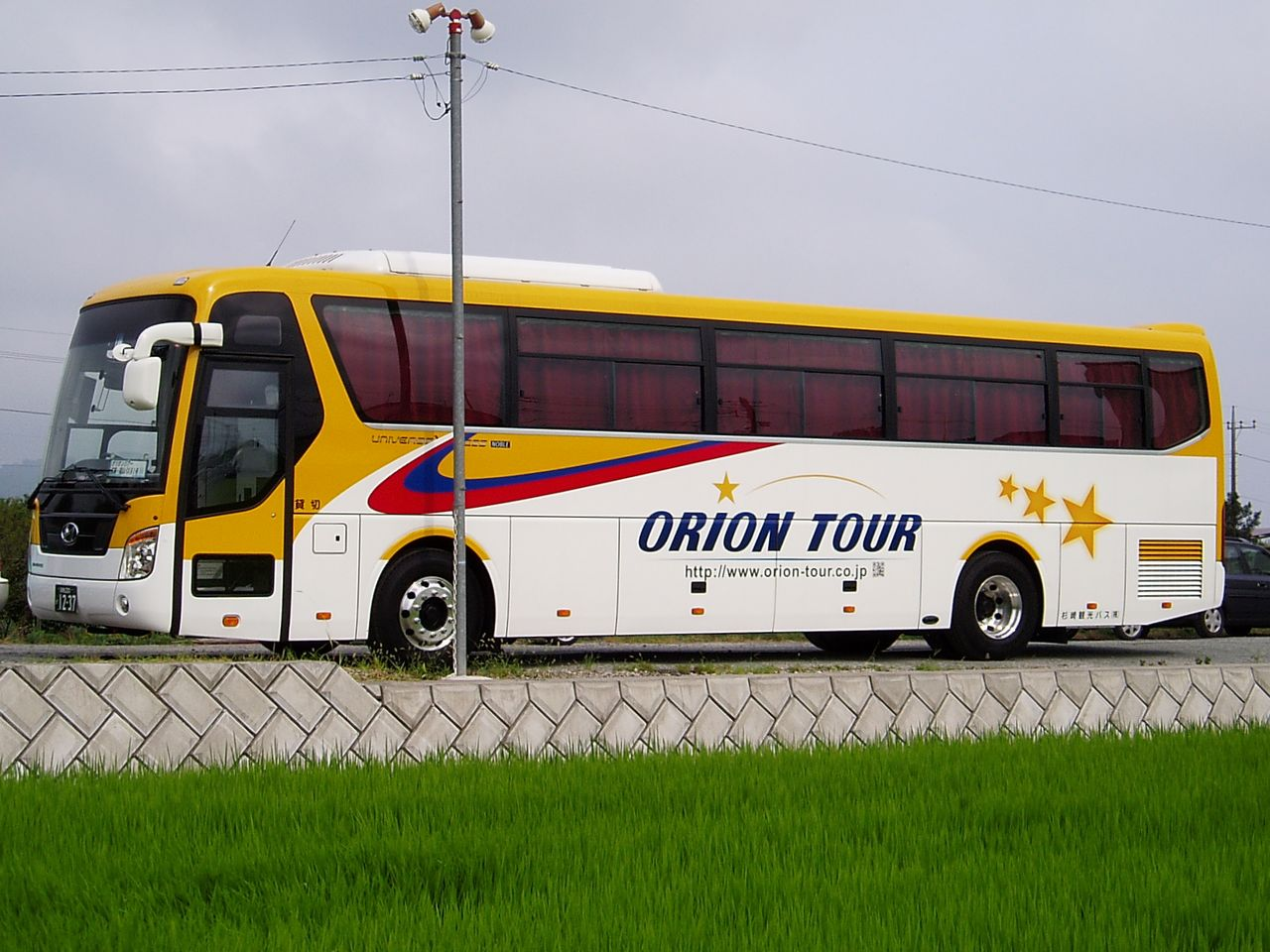
ユニバース日本仕様
杉崎観光バス

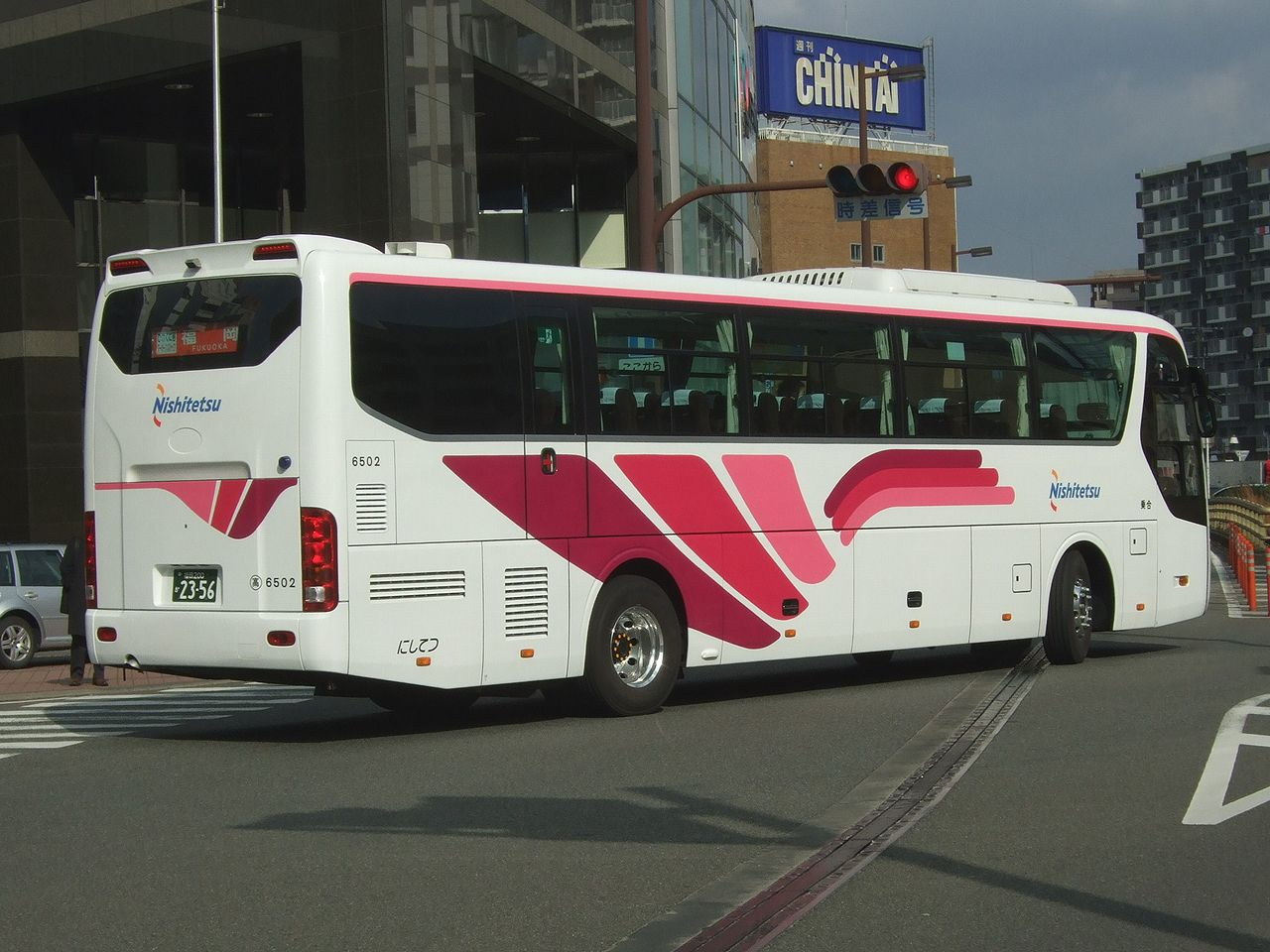
日本仕様車リア
右後方に非常口を設置している
西日本鉄道

日本では、2008年（平成20年）に韓国ヒュンダイモーターカンパニーと東洋エス・イーによって初めて先行試験車として日本に輸入され、2009年（平成21年）2月5日に現代自動車の日本法人であるヒュンダイモータージャパン（現在のヒョンデモビリティジャパン）より正式に発売された。
ヒョンデ自動車はユニバースを世界戦略車として捉え、右ハンドルで排出ガス規制や保安基準が他国と大きく異なる日本への投入が成功すれば、品質面で他国でも受け入れてもらえ、またオセアニアなど右ハンドルを採用する地域への投入も容易になるという判断があった。
日本国内のバス事業者としては、近年の景気低迷で輸送需要に伸びが見られない上、新たな排出ガス規制への対応のたびに上昇する車両価格に頭を痛めている現状で、量産効果から比較的低価格な輸入車に注目が集まっている。
車体は組み立てのしやすさとコスト、さらに軽量化を考慮して、高剛性モノコックを採用しているが、モノコック車体で不利になる乗り心地や静粛性には細心の注意が払われている。
またルームミラーは国産のバスと異なり、フロントガラス接着式を採用している。
スタイリングはヒョンデ自動車全州デザインセンターであり、三菱系統から外れたオリジナルの「パワーテックエンジン」（12.3 L 直列6気筒 SOHC インタークーラー ターボ 24バルブ）に、DePMシステムと名付けられたセラミックDPFとクールドEGRを組み合わせたシステムで、新長期規制・ユーロ5をクリアする性能を持つ。2009年（平成21年）にはポスト新長期規制をクリアするユニバースを発売した。DePMシステムに代わり、DPF＋SCRで輸入車として初めてポスト新長期をクリアした。
日本仕様はエンジンをパワーテック425（D6CC）型（425PS (312kW) /1800rpm、1891N-m/1200rpm）としており、日本製観光バスに匹敵する出力を発揮し、最大トルクはそれらを凌ぐ。
トランスミッションはZF製の6速MT、サスペンションは前後輪とも車軸懸架式を採用している。日本製観光バスのような前輪独立懸架式も検討されたが、乗り心地と、コスト、整備性、耐久性を考慮した結果、車軸式とした。
補助ブレーキ装置としてパワータードと流体式リターダを装備する。カーエアコンはデンソーの韓国法人・デンソー豊星製直結式エアコンを採用する。
韓国では前面窓左右2分割仕様の設定、スタンダードデッカーの設定など多彩な仕様が存在するが、日本国内ではハイデッカーの最上級仕様「エクスプレス・ノーブル」単一グレードでの展開とされたが、のちに2列+1列の3列シート車の追加、補助席付きシート、12列シート車など日本国内でのニーズに合わせたバリエーション展開を拡大している。他にも国際的には一般的な固定窓に加え、補助席付き保安基準に適合した側面窓の上部固定・下部引き違い式の採用、補助席の設定、右ハンドル仕様に加え、ステアリングコラムのコンビネーションレバー配置を日本車同様右側ターンシグナルにするなど対応を行っている。また、日本における保安基準から、韓国を含め他国仕様にはない非常口を後部右側に設置している。
また2011年（平成23年）の東京モーターショーで、フロント周りやスポイラーなど外観をモデルチェンジしたユニバースを発表、2012年（平成24年）4月から正式に販売を開始している。
日本では発売以後、メーカーが仕様設定を行っているツアーバス、インバウンド向け観光バス会社への投入が目立つほか、広交観光、中国バス、富士急行など一部の高速路線バスでも導入が進められている（いわさきバスネットワークのきりしま号とびんごライナー、中国バスのメイプルハーバーとドリームスリーパー）。このほかに2011年（平成23年）には日本バス協会会長社でもある富士急行が傘下の富士急静岡バスで昼行高速便（東京～富士宮）、観光車でも富士急行観光にも観光12列格納式補助席バージョンを投入。西日本鉄道（西鉄バス）でも高速バス仕様の車両を投入している。西鉄の導入に続いて、九州では九州産交バス、昭和バスが複数台を導入し急速に普及が進んでいるほか、2016年（平成28年）に大新東が福岡県進出に合わせて20台近くを新車導入するなど急速に台数が増加し、同年は過去最高の163台が日本国内に導入された。一方、2018年には一転して販売台数12台と急減し、主な需要対象の中国人観光客の動向が反映したほか、2020年以降は新型コロナウイルス感染症の影響によるバス利用者減少で、全国のバス事業者で新車の買い控えが起き、年間の導入台数は大幅に減少している。

## 歴史
- 2006年（平成18年）
  - 12月 - 韓国国内および輸出向けに発売開始（左ハンドルのみ）。年間販売台数は韓国国内約4000台、輸出約200台の量販車種。2009年では国内輸出を含め4000台を販売し、単一車種のハイデッカータイプでは最量産の1万台を超えた。
- 2007年（平成19年）
  - 7月 - バス雑誌の「バスラマ・インターナショナル」を発行するぽると出版が企画する「クラブバスラマツアー」の韓国ツアーで現地試乗会に使用。同時にヒョンデ全州工場で日本人バス事業者ドライバーによるテストコースでの試運転・試乗を実施。ユニバースに対する初の日本人バス事業従事者としての運転性に高い評価を得た[11]。
  - 11月 - 第40回東京モーターショーに右ハンドルの日本仕様車を参考出品。クラブバスラマでの日本人職業ドライバーの意見が反映されている。また、モーターショーは日本バス協会技術委員会で案内配布、DMによるバス事業者招待が行われ、更に商品に対する意見が集められた。なお、この車両は下関まで自走し走行試験データを集め、韓国・ヒョンデ自動車全州工場で衝突実験を行い役割を終えた。
- 2008年（平成20年）
  - 7月 - 先行試験車としてヒュンダイモーターカンパニー・東洋エス・イーにより、右ハンドル先行量産初号車が3台輸入される。この車両は杉崎観光バスに2台と鹿児島県のいわさきバスネットワークが１台導入し、実運行されている。
  - 9月 - インポーターを「ヒュンダイモータージャパン株式会社」として国土交通省による型式（輸入車特別取扱制度=PHP）にて新長期規制適合車として型式 (ADG-RD00)を取得。同月、いわさきコーポレーション（グループ親会社の岩崎産業も九州と関東地方での本車種販売代理店業務に参入）に納入する3号車（PHP型式車の1号車の一台）を利用し、九州から北海道までの走行試験を実施、富士山、甲府 - 小海の2000m道路、いろは坂の上下走行等をクリアし、約5000kmに渡る試験を終了。
  - 同年10月30日 - 日本バス協会中央技術委員会において、日本法人・インポーターとしてのヒュンダイモータージャパンが先行発売の告知と日本仕様車正式版のカタログ配布を行う。
- 2009年（平成21年）
  - 1月22日 - 韓国・ヒョンデ自動車の日本法人であるヒュンダイモータージャパンが2月5日に正式発表・発売を自社ホームページで予告。
  - 2月5日 - ヒュンダイモータージャパンが正式な正規インポーターとして、ユニバースを正式に発表・発売。これにより通常の輸入車と同じくメーカー直系のインポーターが総輸入代理店となると同時に、PHP（輸入車特別取扱制度）ながら輸入バス初の新長期規制適合車となる。東京・ホテルニューオータニでの新車発表会はバス事業者160名以上が集まった。

なお、正規デイーラー十数社に加え、ヤマト運輸のグループ会社「ヤマトオートワークス」がヒュンダイを会員としてユニバースのメンテナンスを担当し、ヤナセのグループ会社「ヤナセオートパーツ」は修理用パーツ供給を、レッカー車ロードサービス業者の全国チェーン「ロードレスキュー21」が緊急対応を行うこととなった。さらに、一般のバスが保証を1年10万キロとする中、パワートレイン（含むエンジン）を2年20万キロ保証することを発表した。また、2011年にはロータストラックネットワークとの協業も進めるとしている。
  - 8月28日 - 富士急静岡バスが大手バス事業者としては初のユニバースを導入。従来不可能とされていた「側面LED方向幕」（メーカー強度設計・国内架装）と「左側トイレ」（納入デイーラーの岩崎産業とイズミ車体の企画・設計）を装備し、東京 - 富士宮線と富士宮・新富士 - 横浜・羽田線に投入。なお、2011年には、観光車のテストケースとして富士急行観光も「観光仕様57人乗り」を導入。同時期の国産車の定員が53名の中、57名、なおかつ富士急側のリクエスト（格納式補助席・運転席後部乗務員休憩スペース等）で観光車を成立させた。
  - 9月 - 日本バス協会にメーカー賛助会員として加入。中央技術委員会誌にも広告を掲載。
  - 10月22日 - 新タイプ追加発表会として、新たに12列61人乗り・横2＋1列30人乗りを東京・フォーシーズンズホテル椿山荘で発表。車型としては量産を考慮しつつシート配列・装備仕様を大幅に増加した。

この時点では、ヤマトオートワークス以外に有力デイーラートップ3社（岩崎産業＜ヒュンダイユニバースいわさき＞・ヤングスチール＜ヒュンダイユニバースヤングスチール＞・東洋エスイー＜ヒュンダイユニバース東洋エスイー＞）の各社は独自に全国ネットのサービス網をそれぞれ契約し展開することで対応している。
  - 12月1日 - 日本法人のヒュンダイモータージャパンは、販売不振から乗用車販売を一時停止すると発表。
- 2010年（平成22年）
  - 10月28日 - 日本バス協会第59回中央技術委員会において、九州バス協会技術委員会の鹿児島交通の統括会社のいわさきコーポレーションが「外国製商用車の導入について・バス事業者としての車両の選択」として国産車に代わる第三の選択肢として21台のユニバースの導入経緯・運行状況を報告。また、中央技術委員会誌にもヒュンダイが「100台ご導入いただきありがとうございます」という広告を掲載した。2010年より日本国内で施行された平成21年排出ガス規制（ポスト新長期規制）についても、尿素SCRシステムの採用で適合させる[12]。
  - 12月1日 - 輸入大型バスとしては初のポスト新長期排出ガス規制対応のユニバースを発売。国土交通省による型式（輸入車特別取扱制度=PHP）にてポスト新長期規制（ユーロ5以上）適合車として型式 (LDG-RD00) を取得。
- 2011年（平成23年）
  - 9月 - 富士急行観光に納車。累計納車台数180台を突破。同月、中国バスが夜行路線「メイプルハーバー」に期間限定で2台導入。定期夜行路線への導入は西日本初。同年12月まで運行された後、車両は他路線に転用された。　
  - 11月 -　九州産交バス、西鉄バスに納車。累計納車台数200台は両備グループの中国バスとなった。

200台を超えることで、過去の輸入バス最高位記録（ボルボつくば博向け連節バス・ベアシャーシー・富士重工架装100台、ネオプラン＜中央交通＞の200台）を超えることになった。同月、本国にてフェイスリフトを行い、新型「プレミアム・ユニバース」として発表。
  - 11月30日 -　第42回東京モーターショーでフェイスリフト後の新型ユニバースを参考出品。
- 2012年（平成24年）
  - 4月 - 東京モーターショー発表の新型2012年モデルを正式発表・発売。クラス初のECEシート対応・国内唯一の全席三点式シートベルト・LED室内灯を設定した。
  - 8月 - 富士急行グループが静岡線・富士急行観光の実績を元にメイン路線の中央高速バスに7台を投入（富士急山梨1台、富士急平和2台、フジエクスプレス東京4台）する。同月、中国バスが夜行路線「ドリームスリーパー」に2台を導入。個室タイプ2列シート・パウダールーム・電源コンセント・イオン発生器・アロマ発生装置装備の特注仕様での導入となった。
  - 9月 - 富士急静岡バスが最初の初号機に続き、中央高速線と同型車を投入（富士宮営業所）。富士急グループで唯一の新旧同居となった。
- 2014年（平成26年）
  - 6月 - 中国バスが夜行路線「メイプルハーバー」用に2台導入。夜行路線で使用するため、プライベートカーテン・パウダールーム・乗務員仮眠室が設置された。
- 2018年（平成30年）
  - 3月 - ZF製6速AT車を追加[13]。
- 2019年 (平成31年)
  - 4月 - 韓国国内でフェイスリフトモデルの販売が始まった。同時に12.5m車も追加されている。現時点で日本を含む海外輸出はされていない。
- 2021年 (令和3年)
  - 4月 - リムジンバス・都市間路線での使用を想定した廉価仕様車が発売。前後スポイラーが非装備となるほか、前面窓は左右分割タイプが採用されている。

### 日本市場での販売台数の推移
|        | 2008 | 2009 | 2010 | 2011 | 2012 | 2013 | 2014 | 2015 | 2016 | 2017 | 2018 | 2019 | 2020 | 2021 | 2022 | 2023 |
| ------ | ---- | ---- | ---- | ---- | ---- | ---- | ---- | ---- | ---- | ---- | ---- | ---- | ---- | ---- | ---- | ---- |
| 登録数 | 5    | 41   | 82   | 44   | 66   | 60   | 76   | 68   | 163  | 112  | 12   | 40   | 5    | 11   | 8    | 2    |

## 参考資料
- バスラマインターナショナル No.110、112、116、117（ぽると出版）